# Tephronia espaniola
Tephronia espaniola is een vlinder uit de familie spanners (Geometridae). De wetenschappelijke naam is voor het eerst geldig gepubliceerd in 1931 door Schawerda.
De soort komt voor in Europa.